# (2562) Шаляпин
(2562) Шаляпин (лат. Chaliapin) — типичный астероид главного пояса, открыт 27 марта 1973 года советским астрономом Людмилой Журавлёвой в Крымской астрофизической обсерватории и 4 октября 1990 года назван в честь русского оперного и камерного певца Фёдора Шаляпина.

## Обнаружение и именование
(2562) Шаляпин
Открыт 27 марта 1973 года в Научном Л. В. Журавлёвой.
Назван в память о выдающемся русском певце и актёре Фёдоре Ивановиче Шаляпине (1873—1938).
Оригинальный текст (англ.)2562 Chaliapin
Discovered 1973-03-27 by Zhuravleva, L. at Nauchnyj.
Named in memory of Feodor Ivanovich Chaliapin (1873—1938), outstanding Russian singer and actor.
Источники: DISCOVERY.DB; M.P.C. 17026.

## Орбита

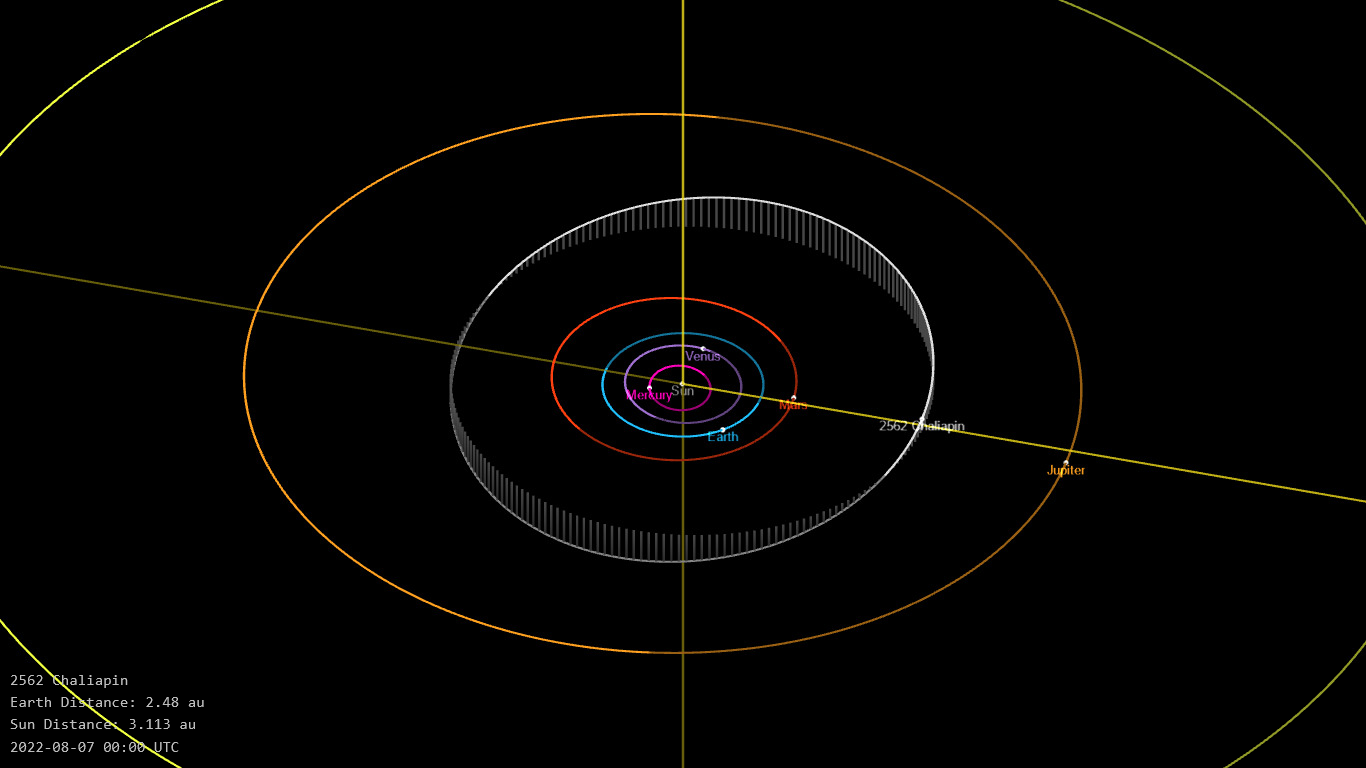
Орбита астероида Шаляпин и его положение в Солнечной системе

## Физические характеристики
Астероид относится к таксономическому классу K.
По результатам наблюдений в видимом и ближнем инфракрасном диапазоне космического телескопа NEOWISE и наблюдений в инфракрасном диапазоне спутника Akari диаметр астероида сначала оценивался равным 17,666±0,111 км и 18,85±1,40 км, позже — 16,443±0,241 км. Согласно тем же источникам альбедо оценивается как 0,1567±0,0179, 0,171±0,030 и 0,180±0,021.